# Densité spectrale de puissance
Pour les articles homonymes, voir DSP et densité (homonymie).
Attention aux définitions !
Cet article ne fait pas la différence entre moyenne statistique et moyenne temporelle. Cet aspect « pratique » complique grandement la compréhension des définitions. Voir l'article sur la densité spectrale pour une approche plus formelle.
On définit la densité spectrale de puissance (DSP en abrégé, Power Spectral Density ou PSD en anglais) comme étant le carré du module de la transformée de Fourier, divisé par le temps d'intégration, (ou, plus rigoureusement, la limite quand T tend vers l'infini de l'espérance mathématique du carré du module de la transformée de Fourier du signal - on parle alors de densité spectrale de puissance moyenne). Ainsi, si {\displaystyle x} est un signal et {\displaystyle {\widehat {x}}} sa transformée de Fourier, la densité spectrale de puissance vaut{\displaystyle \Gamma _{x}={\frac {\left\vert {\widehat {x}}\right\vert ^{2}}{\Delta T}}.}Elle représente la répartition fréquentielle de la puissance d'un signal suivant les fréquences qui le composent (son unité est de la forme Ux2/Hz, où Ux représente l'unité physique du signal x, soit par exemple V2/Hz). Elle sert à caractériser les signaux aléatoires gaussiens stationnaires et ergodiques et se révèle indispensable à la quantification des bruits électroniques. Pour de plus amples détails sur la densité spectrale de puissance et la densité spectrale d'énergie (où l'on ne divise pas par le temps d'intégration et qui n'existe que pour les signaux de carré sommable), voir l'article densité spectrale.

## Densité spectrale de puissance et autocorrélation
Calculer la densité spectrale de puissance à l'aide de l'autocorrélation permet d'accéder à une estimation parfaite de celle-ci, bien que le calcul de l'autocorrélation nécessite beaucoup de ressources.
La définition de la fonction d'autocorrélation temporelle moyenne d’un signal x à temps continu est {\displaystyle \gamma (\tau )=\lim _{T\to \infty }{\frac {1}{2T}}\int _{-T}^{T}x^{\ast }(t)x(t+\tau )\ \mathrm {d} t,}où * est la conjugaison complexe. Prise au point {\displaystyle \tau }, cette fonction mesure en quelque sorte la manière dont les structures que l'on peut voir dans un signal se répètent sur des échelles de temps de l’ordre de {\displaystyle \tau }. Les propriétés de la transformée de Fourier impliquent que la densité spectrale est la transformée de Fourier de l'autocorrélation. C'est le théorème de Wiener–Khintchine, soit {\displaystyle {\mathcal {F}}\{\gamma (t)\}(\omega )={\mathcal {F}}\{x(t)\}(\omega )\times {\mathcal {F}}\{x^{\ast }(t)\}(\omega )={\widehat {x}}(\omega )\,{\widehat {x}}^{\ast }(\omega )=\Gamma (\omega ).}Par l'hypothèse d'ergodicité, on assimile l'autocovariance du signal (propriété statistique) à son autocorrélation (propriété temporelle). Cette hypothèse n'est pas forcément vérifiée en pratique, en particulier lorsque le processus étudié n'est pas stationnaire (pour quelques précisions, voir Processus continu et Processus stationnaire).

### Calcul détaillé
Calculons  {\displaystyle \Gamma (\omega )} la transformée de Fourier de l'autocorrélation, soit {\displaystyle \Gamma (\omega )=\iint _{\mathbb {R} ^{2}}x^{\ast }(t)x(t+\tau )\mathrm {e} ^{-\imath \omega \tau }\ \mathrm {d} t\mathrm {d} \tau ,}où {\displaystyle \imath } désigne l'unité imaginaire. Cette expression peut se mettre sous la forme{\displaystyle \Gamma (\omega )=\int _{\mathbb {R} }\left(\int _{\mathbb {R} }x\left(t+\tau \right)\mathrm {e} ^{-\imath \omega \left(t+\tau \right)}\ \mathrm {d} \tau \right)x^{*}(t)\mathrm {e} ^{\imath \omega t}\ \mathrm {d} t.}On effectue dans l'intégrale centrale le changement de variable {\displaystyle u=t+\tau } et il vient {\displaystyle \Gamma (\omega )=\int _{\mathbb {R} }\left(\int _{\mathbb {R} }x(u)\mathrm {e} ^{-\imath \omega u}\ \mathrm {d} u\right)x^{*}(t)\mathrm {e} ^{\imath \omega t}\ \mathrm {d} t,}soit encore{\displaystyle \Gamma (\omega )={\widehat {x}}(\omega )\int _{\mathrm {R} }x^{\ast }(t)\mathrm {e} ^{\imath \omega t}\ \mathrm {d} t.}On effectue le changement de variable {\displaystyle u=-t} et on obtient{\displaystyle \Gamma (\omega )={\widehat {x}}(\omega )\int _{\mathbb {R} }x^{\ast }(-u)\mathrm {e} ^{-\imath \omega u}\ \mathrm {d} u.}On reconnaît, dans le deuxième terme, la transformée de Fourier de {\displaystyle x^{\ast }(-u)}. Or la transformée de Fourier de {\displaystyle x^{\ast }(u)} vaut {\displaystyle {\widehat {x}}^{\ast }(-\omega )}, et la transformée de Fourier de {\displaystyle x(-u)} vaut {\displaystyle {\widehat {x}}(-\omega )} donc la transformée de Fourier de {\displaystyle x^{\ast }(-u)} est {\displaystyle {\widehat {x}}^{\ast }(\omega )}. On obtient ainsi {\displaystyle \Gamma (\omega )={\widehat {x}}(\omega ){\widehat {x}}^{\ast }(\omega )} et finalement {\displaystyle \Gamma (\omega )=\left\vert {\widehat {x}}(\omega )\right\vert ^{2}.}La densité spectrale de puissance du signal {\displaystyle \left\vert {\widehat {x}}(\omega )\right\vert ^{2}} est bien aussi la transformée de Fourier de l'autocorrélation (voir Analyse spectrale pour des considérations élémentaires).

## Propriétés
1. Le spectre d'un processus à valeurs réelles est symétrique[1] : {\displaystyle S(-f)=S(f)}.
2. La densité spectrale de puissance est continue et dérivable sur {\textstyle \left[-{\frac {1}{2}};{\frac {1}{2}}\right]}.
3. La dérivée est nulle à la composante continue (la fréquence nulle).
4. On peut retrouver l'autocorrélation du signal par transformée de Fourier : la densité spectrale de puissance est la transformée de Fourier de l'autocorrélation.
5. On peut calculer la variance du signal. En particulier pour un signal à une dimension, on a{\displaystyle \mathbb {V} \left({\widehat {x}}\right)=\gamma _{0}=2\int _{0}^{\frac {1}{2}}S(\omega )\ \mathrm {d} \omega .}

## Utilisations

### Traitement d'images
En traitement d'images, on traite souvent avec des signaux aléatoires. La densité spectrale de puissance nous permet de caractériser les différents bruits présents sur l'image et d'estimer leur puissance. La suppression du bruit est impossible mais les méthodes de filtrage permettent d'en diminuer les effets.
La densité spectrale de puissance qui est utilisée représente des fréquences spatiales et non temporelles et elle est à deux dimensions. Elle présente toujours les mêmes propriétés que la densité spectrale de puissance à une dimension sous certaines adaptations.

### Télécommunications
En télécommunications, on doit fréquemment traiter des signaux aléatoires. Cependant, on ne peut calculer la transformée de Fourier d’un signal non entièrement connu. En revanche, on peut calculer l’autocorrélation d’un signal aléatoire connu par ses propriétés statistiques. La densité spectrale de puissance est donc fréquemment utilisée en télécommunications.
Considérons, par exemple, le « bruit blanc ». Le bruit est un exemple type de signal aléatoire. La valeur du bruit, à un instant donné, n'est absolument pas corrélée avec la valeur du bruit aux autres instants. Cela se traduit par une fonction d'autocorrélation du bruit égale à une impulsion de Dirac (c'est-à-dire égale à l'infini en 0, et 0 ailleurs). La transformée de Fourier d'une impulsion de Dirac est la constante unité (le module vaut 1 quelle que soit la fréquence). On définit alors, par « bruit blanc », un bruit dont la densité spectrale est constante suivant la fréquence. En télécommunications, on considère souvent les bruits comme étant blancs, tout du moins dans les bandes passantes des systèmes étudiés.

### Dynamique des structures / Mécanique
Pour les pièces soumises à des sollicitations vibratoires aléatoires (équipements aéronautiques, satellite monté sur son lanceur, siège/habitacle d'une voiture roulant sur une route imparfaitement lisse, etc.), le chargement est généralement exprimé sous la forme d'une courbe de densité spectrale de puissance. Les niveaux de vibration sont alors exprimés en g²/Hz, unité homogène à une puissance massique décrivant l'énergie injectée par les vibrations à une fréquence donnée. La racine de l'aire sous la courbe de densité spectrale de puissance correspond alors à la valeur RMS ("root mean square"), ou valeur efficace du niveau de vibration. Les vibrations aléatoires correspondent au cas où toutes les fréquences sont excitées en même temps.
Diverses normes aéronautiques (RTCA DO-160, Eurocae ED-14, DoD Military standard, etc.) spécifient des courbes typiques de densité spectrales de puissance (par exemple les courbes C/C1, les courbes D/D1, etc.) pour définir les sollicitations vibratoires aléatoires auxquelles sont soumis des équipements montés sur des avions turboréacteurs, en fonction de leur position (moteur, mât réacteur et aile, fuselage, etc.). Ces courbes sont souvent utilisées pour qualifier un équipement lors d'essais sur pot vibrant, avant les premiers vols.
Pour les avions équipés de turbopropulseurs, le requis est plutôt exprimé sous la forme d'un niveau d'accélération en fonction de la fréquence (balayage sinus déterministe).
Pour les hélicoptères, le requis est généralement exprimé par des courbes dites sinus sur bruit, la composante sinus correspondant aux raies sinus générées par les pales de l'hélicoptère, et le bruit étant défini par une courbe de densité spectrale de puissance (généralement, un créneau de 5 à 2 000 Hz).